# Langko (Lingsar)
Langko is een bestuurslaag in het regentschap West-Lombok van de provincie West-Nusa Tenggara, Indonesië. Langko telt 5976 inwoners (volkstelling 2010).